# Danawa
Danawa (słow. Daňová; 841 m n.p.m.) – szczyt w Paśmie granicznym we wsch. części Beskidu Niskiego. Przez szczyt Danawy biegnie granica państwowa polsko-słowacka.

## Położenie
Szczyt leży w głównym grzbiecie wododziałowym Karpat, we wsch. części Pasma granicznego, w miejscu, w którym biegnie ono prawie dokładnie z północy na południe, pomiędzy szczytami Wielkiego Bukowca (Pasiki, 848 m n.p.m.) na pn. i Średniego Garbu (822 m n.p.m.) na pd. 

## Charakterystyka
Kopuła szczytowa łagodnie zaokrąglona, wyraźna, choć mało wybitna, oddzielona od sąsiednich szczytów szerokimi, płytkimi przełęczami. Stoki średnio strome, miernie rozczłonkowane. Wschodnie opadają ku źródliskom lewobrzeżnego dopływu Dołżycy, zachodnie – ku dolinkom źródłowych cieków słowackiego potoku Daňová (w dorzeczu Laborca). Cały masyw jest zalesiony, przeważają drzewostany bukowe i świerkowe z licznymi gatunkami domieszkowymi. Jedynie na stokach pn.-zach., po stronie słowackiej, szereg mocno już zarastających polan. Jeszcze w latach 70. XX w. pisano o Danawie, która „dzięki widokowi w kierunku wsch. na Bieszczady i zach. na Beskid Niski (...) godna jest zwiedzenia”. Obecnie (2015 r.) podrastający las praktycznie całkowicie przesłonił jakiekolwiek widoki z tej góry.

## Nazwa
Nazwa góry powinna brzmieć Daniowa (jak w jęz. słowackim; por. nazwę słowackiego domku myśliwskiego Daňová w dolinie potoku o tej samej nazwie) lub ewentualnie Danowa. Pierwotnie nazwą tą określano rozległe polany podszczytowe, dziś już całkowicie zarośnięte. Polana Danowa wymieniana była już w 1548 r. w dokumencie lokacyjnym wsi Dołżyca.

## Turystyka
Przez szczyt biegną znaki czerwone słowackiego dalekobieżnego szlaku granicznego, znaki niebieskie polskiego szlaku granicznego oraz znaki zielone polskiego szlaku z Komańczy przez Danawę i Pasikę do Moszczańca.